# Grottes des Fées de Saalfeld
Pour un article plus général, voir Liste de grottes d'Allemagne.

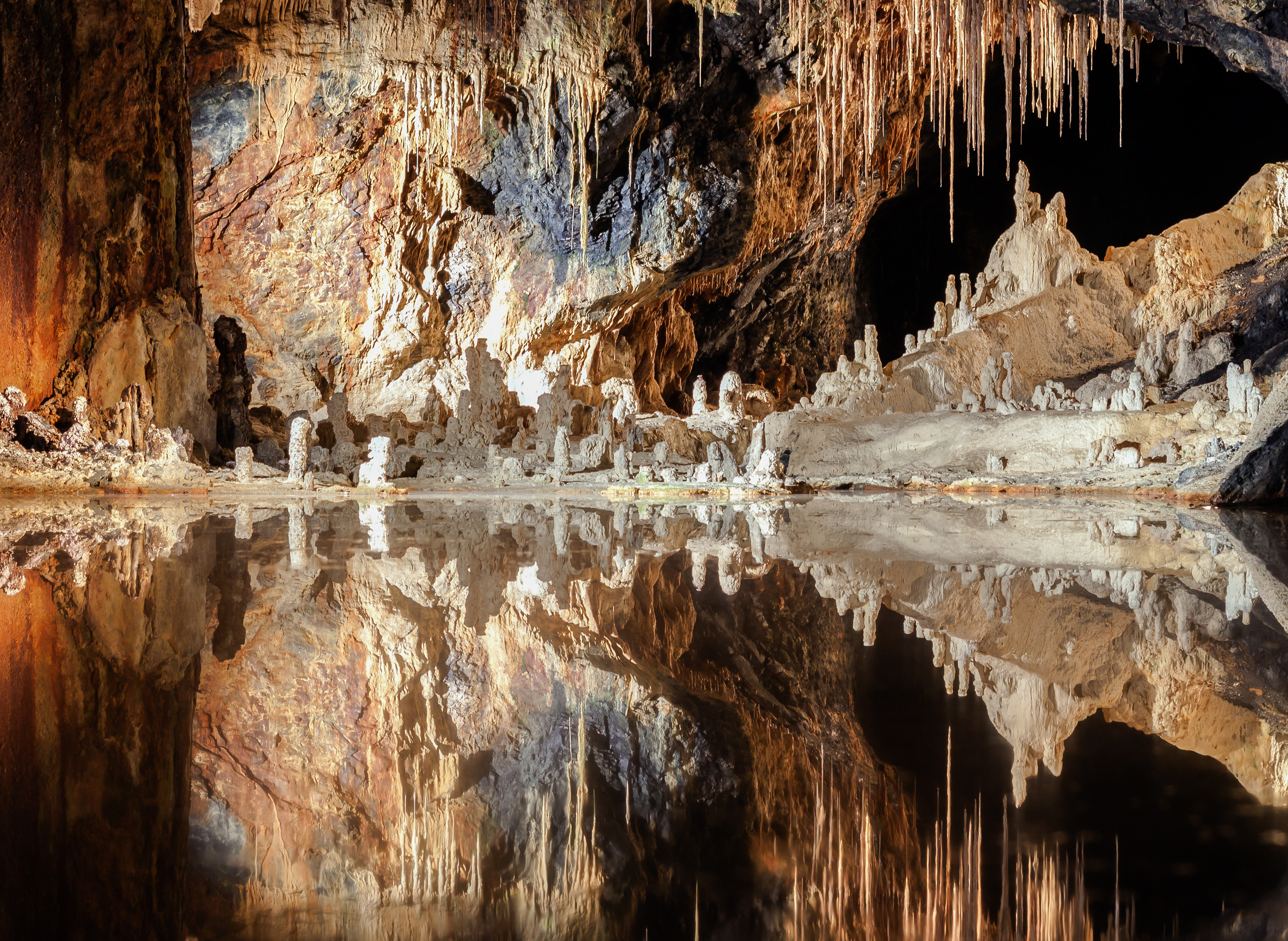
Les grottes des fées de Saalfeld.

Les grottes des fées de Saalfeld (en allemand : Saalfelder Feengrotten) sont des grottes d'une ancienne mine à proximité de Saalfeld, en Thuringe en Allemagne. Elles sont notables pour ses concrétions particulièrement colorées.

## Galerie

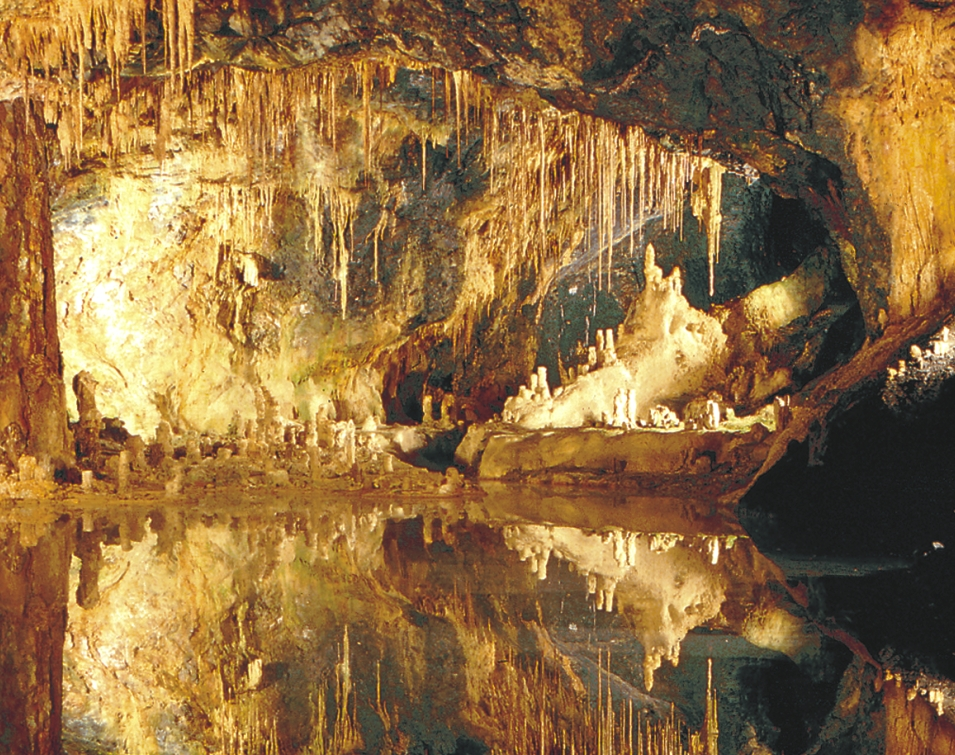
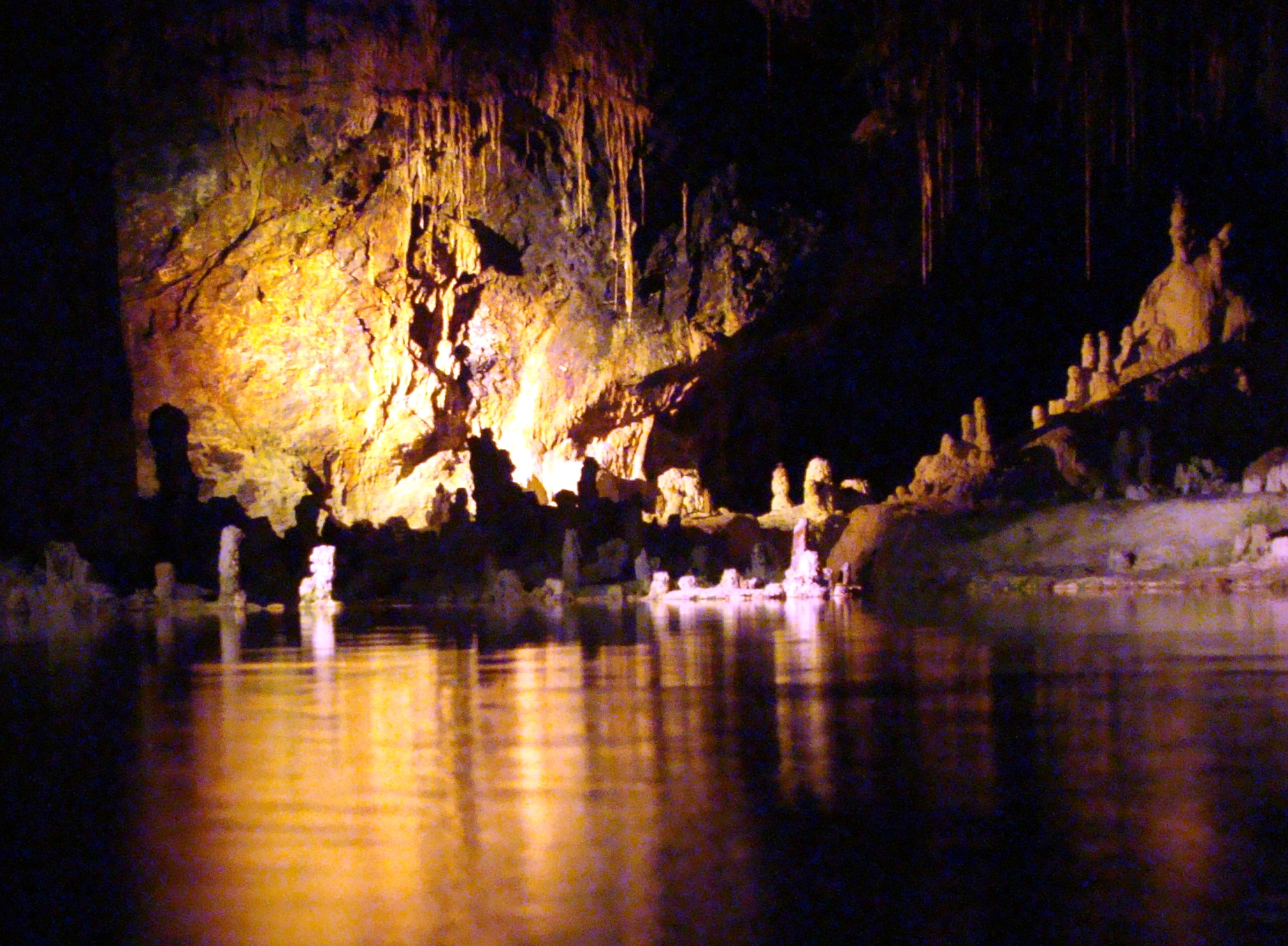
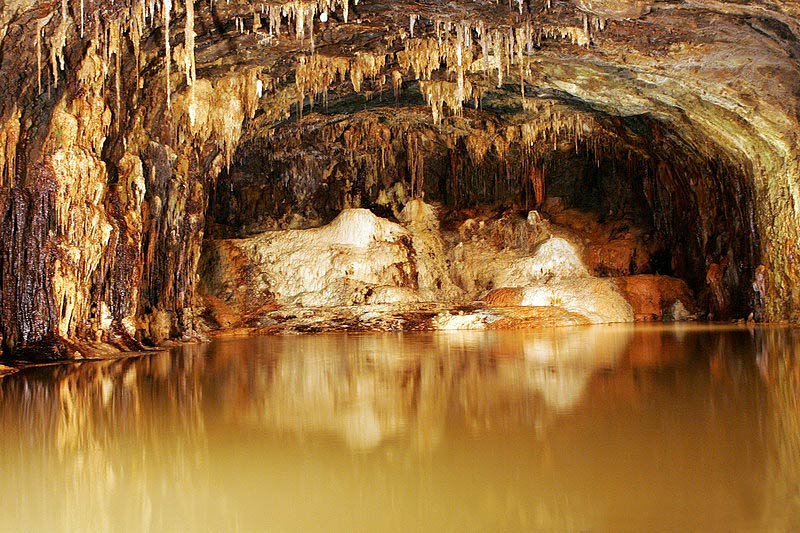
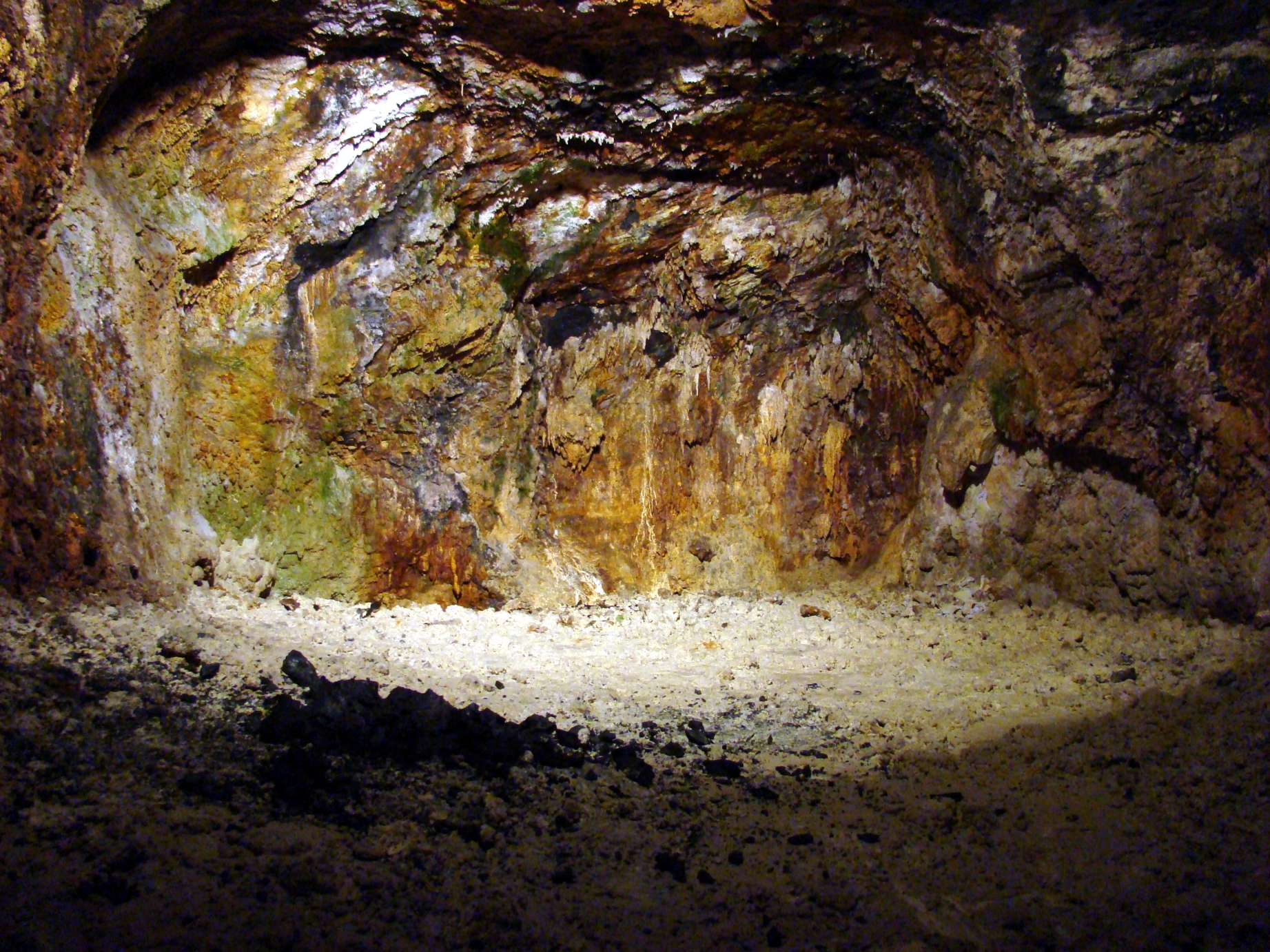